# 노퍽어
노퍽어(핏케언어: Norfuk, Norfolk 또는 Norf'k)는 태평양의 노퍽섬에서 사용되는 언어이다. 18세기 영어와 타히티어를 혼합한 것으로, 핏케언 제도에서온 핏케언어를 사용하는 정착민들에 의해 도입되었다. 영어와 함께 노퍽섬의 공용어이기도 하다.
노퍽어는 항상 언어학적인 캔트어였다. 노퍽섬을 오고가는 여행이 점점 흔해지면서, 노퍽어는 사용하지 않게 되었다. 어린이교육, 영어-노퍽어 사전 출판, 수화 사용, 일부 관광 명소(특히 열대우림 산책로 "A Trip Ina Stik")의 노퍽어로의 이름 변경 등 더 일반적인 용법으로 복원하려는 노력이 이루어지고 있다. 2007년, 유엔은 노퍽어를 멸종 위기 언어 목록에 추가했다.

## 역사
바운티 호의 반란 이후 반란 선원들은 타히티인들을 데려와 자급적인 생활을 꾸려갔으며, 선원들이 말하던 영어 방언에 타이티계 주민의 언어가 섞여서 핏케언 섬 독자적인 혼합어가 이루어졌다. 이후, 그들의 자손대에서는 이 언어가 모어화되었으며, 자손이 살던 핏케언 제도의 인구밀도가 지나치게 높아지자, 1856년 영국정부는 주민의 일부를 노퍽섬에 이주시켰다. 그 후, 일부는 다시 핏케언 제도로 돌아갔으나, 노퍽섬에 그대로 정착한 그룹도 있었다. 이들이 노퍽섬의 주민으로서, 결국 바운틴호의 반란 선원의 후손이며, 핏케언 제도의 주민과 동계인 셈이다.
그러나 절해고도인 핏케언 섬에 견주어 볼 때, 노퍽섬은 오스트레일리아나 뉴질랜드에 비교적 가까웠기 때문에, 이들 나라에서 온 여행객의 방문과 접촉이 핏케언 섬보다 훨씬 많았고 그에 따라 노퍽어는 핏케언어와 동계임에도 훨씬 영어의 영향을 많이 받게 되었다. 그 결과 오늘날에는 두 언어사이의 의사소통이 어려울 정도로 달라져 있다.

## 현황 및 특징
노퍽섬으로 들어오는 영어권 주민이 많아지면서, 노퍽어의 사용역시 줄곧 줄고 있다. 이에 따라 노퍽-영어사전의 편찬, 영어와 더불어 공용어지정, 문법과 정서법의 정비등에 힘쓰고 있다.
노퍽어는 많은 피진및 크레올어처럼 고급 개념어,전문어등에 해당하는 낱말이 모자라다. 이 때문에 대부분 영어에서 이런 어휘를 그대로 빌려오는 경우가 많은데, 일부 주민들은 무턱댄 수용보다 독자 어휘를 만들거나, 노퍽어 구조에 맞게 다듬는 방법을 추진하고 있다. 근래에 노퍽에서는 Kompyuuta를 노퍽어 어휘로 채택하였는데, 이는 영어의 computer를 노퍽어의 음운과 정서법에 맞게 고쳐서 받아들인 것이다.

## 노퍽어의 예

### 인칭대명사
| 영어 | 노퍽어                         |
| ---- | ------------------------------ |
| I    | ai                             |
| You  | yu (singular), yorlye (plural) |
| He   | hi                             |
| She  | shi                            |
| We   | wi                             |
| They | dem                            |